# Lotus callis-viridis
El corazoncillo de Andén Verde es una planta perenne endémica del sector occidental de la isla de Gran Canaria, en el archipiélago canario.

## Biología
Es caméfito hermafrodita entomófilo generalista (la polinización la llevan a cabo los insectos en general). La aparición de sus flores tiene lugar de forma paulatina entre invierno y principios de primavera, y los frutos aparecen en primavera. Ha sido reproducido fácilmente tanto mediante semillas como por esquejes en vivero.

## Hábitat
Crece en las repisas de algunos riscos verticales de piedra basáltica de la costa occidental grancanaria, entre los 50 y los 200 metros de altitud sobre el nivel del mar. Se integra en una comunidad de flora rupícola con presencia de plantas algo nitrófilas.

## Conservación
Esta planta se ve amenazada por el pastoreo ocasional. Además su estrecha distribución la hacen vulnerable a desprendimientos y sequías que den lugar a fluctuaciones en su población. Todas  poblaciones conocidas se encuentran dentro de zonas protegidas: el parque natural de Tamadaba y la reserva natural especial de Güi-güi. Se cultiva en el Jardín Botánico Viera y Clavijo, donde se conservan sus semillas en un banco de germoplasma.